# 伊尔马
伊尔马（義大利語：Irma），是意大利布雷西亚省的一个市镇。总面积4平方公里，人口155人，人口密度38.8人/平方公里（2009年）。国家统计（ISTAT）代码为017084。